# Manuel Lillo Torregrosa
Manuel Lillo Torregrosa (San Vicente del Raspeig, Alicante, 26 de septiembre de 1940 - Madrid, 21 de noviembre de 2024) fue un compositor clásico, transcriptor y arreglista español del siglo XX, autor de numerosas obras sinfónicas y canciones populares. También fue destacado instrumentista de la Banda Sinfónica Municipal de Madrid.

## Biografía
Manuel Lillo inició sus estudios de clarinete con el profesor Joaquín Chicano, piano con Antonia Jover y armonía con Antonio Moreno. Más tarde continuó sus estudios musicales en Madrid con Julián Menéndez y con su tío, el gran solista de trompeta de la Orquesta Nacional de España, Vicente Lillo Cánovas.
Desde el año 1959, Manuel Lillo formó parte de la Banda Sinfónica Municipal de Madrid en la especialidad de Requinto (Clarinete en Eb) de la que fue Solista. Fue colaborador de la Orquesta Nacional de España. Es miembro fundador del LIM (Laboratorio de Interpretación Musical). También ha realizado colaboraciones como pianista en la BSMM, Banda Municipal de Alicante, RTVE, etc
Ha sido compositor de más de 600 obras musicales registradas en la SGAE
, de las que más de 100 son sinfónicas y las restantes de género popular. Estas obras han sido grabadas y ejecutadas por diversos artistas. Las obras sinfónicas se han interpretado y estrenado en países de Europa, América, África y Asia. 
Dentro de sus composiciones clásicas, el papel del Requinto (Eb Clarinet) y la familia de Saxos siempre tienen un lugar destacado. Prueba de ello son sus 6 conciertos para Requinto y su larga lista de obras para ensemble de Saxos.
El Maestro Lillo ha ejercido como jurado en múltiples concursos musicales y algunas de sus obras son de obligada ejecución para ingreso en Bandas y Orquestas en toda España.

## Premios y distinciones
- Medalla de Oro al mérito en las Bellas Artes otorgada en 1975 (profesor de la Banda Sinfónica Municipal de Madrid) por el Ministerio de Cultura del Gobierno Español.[4]
- Primer Premio del Concurso Nacional de 2003 del Pasodoble Fallero de Alcira.[5]
- Nombrado 'Sanvicentero Universal', galardón otorgado por la Asociación Almorçarets Sanvicenteros a aquellas personalidades que por su trayectoria en diversos campos, ayudan a promocionar la localidad de San Vicente del Raspeig.[4]
- Premio Pasodoble Fallera infantil de Alzira. 2016

## Obras

### Composiciones clásicas
- 1980 Teren rof, Concierto n 1 para Requinto y Banda[6]
- 1986 Suite para Trompa, Concierto para Trompa y Banda
- 1990 Costa del Azahar, paso-doble valenciano
- 1991 Vivencias, Concierto n 2 para Requinto y Banda
- 1994 Quiosco del Retiro, pasodoble - marcha
- 1995 Sinfonía en el Mar Menor, Sinfonía n 1
- 1995 Ni en París, Concierto para Requinto, Clarinete y Banda
- 1996 Mares Lunares, Sinfonía n 2
- 1998 Fiesta mediterránea, Suite Sinfónica
- 1998 Medir con vara, Concierto para Trombón y Banda
- 2002 Lillo Cánovas, Suite sinfónica (Dedicada a Vicente Lillo Cánovas y Herminia Jover)
- 2003 Lorena Castells, pasodoble fallero
- 2004 Bicentenario, Obertura (obra escrita por encargo del Excmo. Ayuntamiento de San Vicente del Raspeig, para la conmemoración del 2° centenario de la Iglesia Parroquial dedicada a San Vicente Ferrer)
- 2004 Una maravilla muchachos, Obertura (Obra dedicada al maestro Piero Gamba)
- 2005 Vicente Ferrero, pasodoble levantino (Obra dedicada al escultor Vicente Ferrero)
- Ciudad de Tafalla, Pasodoble navarro (Dedicada a la localidad de Tafalla y a Javier Zuazu)
- 2006 Betelgeuse, Sinfonía n 3
- Boadilla del Monte, pasodoble
- Gestora de Sant Vicent, pasodoble (Dedticada a su pueblo naal)
- Comandante Campos, marcha militar (Dedicado al Comandante de la Guardia Civil José Campos Caballero (1912-1976))
- Con vistas al mar, Suite sinfónica
- Costa Blanca, pasodoble alicantino
- Costa Dorada, pasodoble catalán
- Cuatro vientos, marcha militar (Dedicado al Aeropuerto militar de Madrid Cuatro Vientos)
- El Concejal, pasodoble (Dedicado a todos los concejales de San Vicente del Raspeig, y en especial a Rafael Lillo)
- Estefanía Sogorb, pasodoble festero (Obra dedicada a la "Reina de las Fiestas de San Vicente del Raspeig")
- Fernando Cámara, pasodoble torero
- Gestora de Sant Vicent, pasodoble
- Jotas de Teruel, Concierto de Jotas
- Juanjosé, marcha cristiana (Dedicado a Juan José Lillo)
- Kerkrade, marcha (Dedicado a la localidad holandesa de Kerkrade)
- Nostálgica, breve meditación
- Paquita Asensi, pasodoble levantino
- Plaza de las Ventas pasodoble torero
- Ramillete de claveles, pasodoble alegórico de la primavera
- The Expectancy, pasodoble
- Fiesta Mediterránea Poema Sinfónico
- The Expectancy, marcha
- Tono y timbre, marcha
- Pablo Simón, pasodoble torero
- García Antón, pasosoble (Dedicado al político García Antón)
- Palacio Real de Tafalla, Poema Sinfónico[7][8]
- Costa de Almería, pasodoble
- Gachas y Gazpachos, pasodoble manchego
- Costa Canaria, pasodoble
- Orgullo y Honor

### Conciertos para Requinto (Eb Clarinet)
- Teren Rof, Concierto N.1 para Requinto
- Vivencias, Concierto N.2 para Requinto
- Obviam Ire Siglo, Concierto N. 3 para Requinto
- Angular, Concierto N.4 para Requinto
- Lambuco, Concierto N.5 para Requinto
- Re Sixto, Concierto N.6 para Requinto

### Música de cámara
- 1991 Formateados, Cuarteto de clarinetes
- 2000 Tulaytula, ensemble de saxofones
- Ana María Sancho, ensemble de saxofones
- Con viento Fresco, ensemble de clarinetes
- Divertimento, cuarteto de clarinetes
- El Máscara, galop para requinto
- Sax Galop, ensemble de saxofones